# 弗朗茲·馮·希佩爾
弗朗茲·馮·希佩爾騎士（德語：Franz Ritter von Hipper，1862年6月11日—1927年6月17日）是一位德意志帝國海軍上將，曾於第一次世界大戰擔任「第1偵察集群」司令、「公海艦隊」司令職務，在戰爭大部分時間裡指揮近乎全部的德軍戰鬥巡洋艦，實行過多次砲轟英國沿海城市以及海戰行動，包括一次大戰參戰軍艦噸位合計最大規模的「日德蘭海戰」，特別因為此戰，希佩爾被德皇授予「騎士」頭銜。1918年8月，希佩爾繼任萊因哈特·舍爾的職務，成為「公海艦隊」司令。1918年12月2日，希佩爾自行請辭，並婉拒他人建議，堅持不撰寫回憶錄。1933年，納粹黨掌權後德國大力擴充軍備，其中一艘新造的重巡洋艦即任命為「希佩爾將軍號」。